# كلستان (جورانبوي)
كلستان قرية تقع في محافظة غورانبوي في غرب جمهورية أذربيجان، ( بالأذرية: Gülüstan)، اشتهرت تاريخياً بأنها مكان توقيع معاهدة كلستان والتي خرجت بموجبها معظم مناطق غرب بحر قزوين من سلطة إيران بشكل نهائي.